# ترابری ریلی

نقشه شبکه راه‌آهن جهان

راه‌آهن یا ترابری ریلی، یک روش ترابری هدایت شده بر روی زمین است. راه‌آهن برای قطارها طراحی شده تا بدین‌وسیله بتوان مسافر و کالا جابه‌جا کرد. راه‌آهن دو ریل هم‌راستا دارد که معمولاً از فولاد است. این ریل‌ها با ریل‌بند (تراورس)های چوبی یا بتنی (و در گذشته فولادی) به هم پیوسته می‌شوند که این ریل‌بندها، ریل‌ها را در بازه‌ای یکسان از همدیگر نگه می‌دارد.

## تعریف کلی

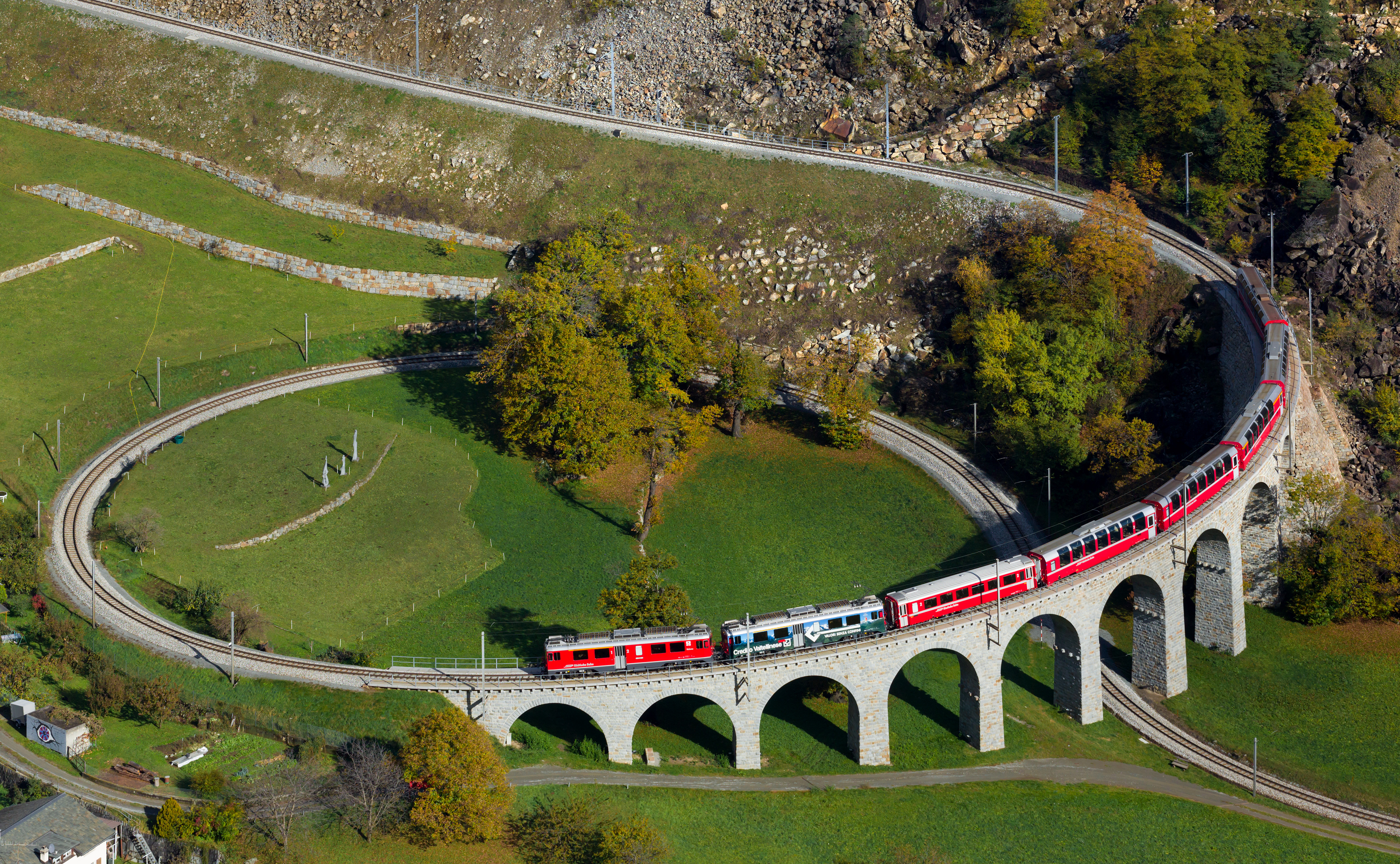
راه‌آهن در سوئیس

ترابری ریلی یکی از روش‌های ترابری بر روی زمین است که در مصرف انرژی بسیار به صرفه عمل می‌کند. ریل‌ها رویه‌ای بسیار صیقلی و محکم فراهم می‌کنند که چرخ‌های قطار می‌توانند با کمترین اصطکاک ممکن بر روی آن‌ها بغلتند. این روش با خود راحتی و صرفه‌جویی در انرژی مصرفی به همراه دارد. معمولاً بخش پیشین قطارها هم با شکلی خمیده و هواپویا (آیرودینامیک) ساخته می‌شود تا در مصرف انرژی صرفه‌جویی شود. روی‌هم‌رفته، تحت شرایط مناسب، قطار برای بردن حجم مشخصی از کالا یا مسافر، ۵۰ تا ۷۰ درصد کمتر انرژی نیاز دارد تا ترابری جاده‌ای. افزون بر این، ریل‌ها و ریل‌بندها باهم وزن قطار را به‌طور یکسان پخش می‌کنند که در پی آن با هر محور/چرخ بار بیشتری می‌توان حمل کرد تا در ترابری جاده‌ای.
ترابری ریلی همچنین از امن‌ترین و کم‌جاگیرترین شیوه‌های ترابری است. یک خط راه‌آهن دوریلی می‌تواند در یک زمان مشخص از یک بزرگراه چهارخطه هم بیشتر مسافر یا کالا جابه‌جا کند.

## ایمنی
از حوادث احتمالی می‌توان به خروج از ریل (پرش از مسیر)، برخورد با قطار دیگر، یا برخورد با خودروها یا وسایل نقلیه دیگر یا عابران پیاده در تقاطع‌های هم سطح اشاره کرد که اکثریت حوادث را شامل می‌شوند. برای به حداقل رساندن خطر تصادفات، مهم‌ترین اقدامات ایمنی قوانین سختگیرانه عملیاتی هستند، به عنوان مثال. سیگنالینگ راه‌آهن، و دروازه‌ها یا جداسازی درجه در گذرگاه هاروش‌های دیگری برای افزایش ایمنی هستند. سوت‌ها، زنگ‌ها یا بوق‌های قطار وجود قطار را هشدار می‌دهند، و همچنین سیگنال‌های کنار مسیر فاصله بین قطارها را حفظ می‌کنند. از روش‌های دیگر برای افزایش ایمنی ایجاد پلتفرم‌هایی برای جداسازی ریل قطار از سکو است. این موارد از نفوذ غیرمجاز به ریل قطار که می‌تواند منجر به حوادثی شود که باعث آسیب جدی یا مرگ شود، جلوگیری می‌کند، و همچنین مزایای دیگری مانند جلوگیری از تجمع زباله در ریل که می‌تواند خطر آتش‌سوزی را به همراه داشته باشد، فراهم می‌کند.
در بسیاری از شبکه‌های بین شهری به‌طور مثال شینکانسن ژاپن، قطارها در خطوط راه‌آهن اختصاصی بدون هیچ گونه تقاطع همسطح حرکت می‌کنند که به‌طور مؤثر احتمال برخورد با خودروها، وسایل نقلیه دیگر یا عابران پیاده را از بین می‌برد و احتمال برخورد با قطارهای دیگر را تا حد زیادی کاهش می‌دهد و همچنین از اتلاف وقت جلوگیری می‌کند.

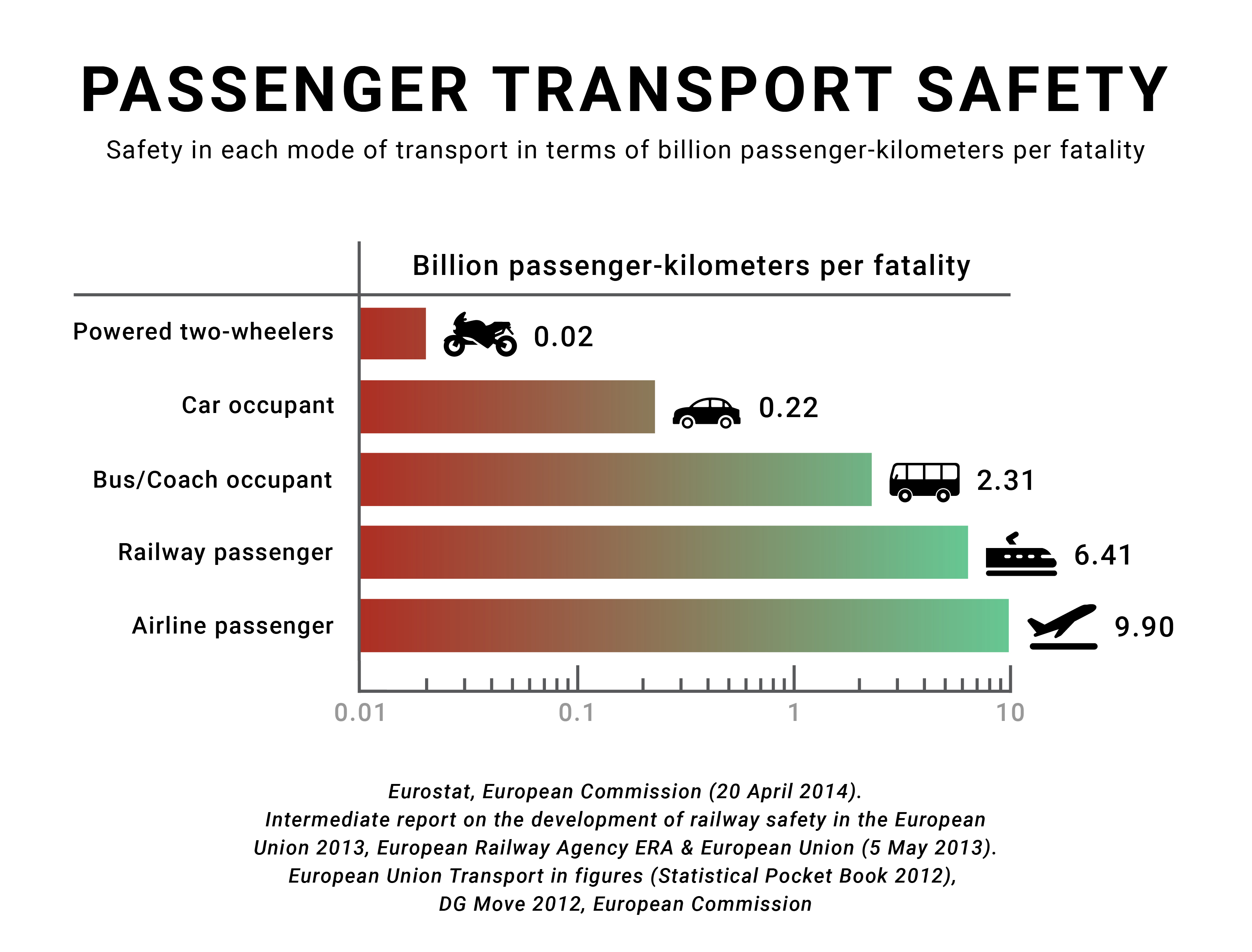
با توجه به اطلاعات یوروستت و آژانس راه‌آهن اروپا، خطر مرگ و میر برای مسافران و سرنشینان در راه‌آهن اروپا در مقایسه با استفاده از خودرو ۲۸ برابر کمتر است (بر اساس داده‌های کشورهای عضو اتحادیه اروپا-۲۷، ۲۰۰۸–۲۰۱۰)

## تأثیرات اجتماعی و اقتصادی راه‌آهن

### انرژی
حمل و نقل ریلی از نظر مصرف انرژی کارآمد اما برای حمل و نقل مکانیزه زمینی سرمایه بر هستند.
ریل‌ها سطوح صاف و سختی را فراهم می‌کنند که چرخ‌های قطار می‌توانند روی آن بچرخند و اصطکاک نسبتاً کمی ایجاد شود. به عنوان مثال، یک واگن معمولی مدرن می‌تواند تا ۱۱۳ تن بار را روی دو بوژی چهار چرخ جابجا کند. این مسیر وزن قطار را به‌طور یکنواخت توزیع می‌کند و بارهای قابل توجهی را در هر محور و چرخ نسبت به حمل و نقل جاده ای امکان‌پذیر می‌کند که منجر به استهلاک کمتر درمسیر دائمی می‌شود. این می‌تواند در مقایسه با سایر اشکال حمل و نقل، مانند حمل و نقل جاده ای، که به اصطکاک بین تایرهای لاستیکی و جاده بستگی دارد، در مصرف انرژی صرفه جویی کند. همچنین قطارها نسبت به باری که حمل می‌کنند، ناحیه پیشانی کوچکی دارند که باعث کاهش مقاومت هوا و در نتیجه مصرف انرژی کمتر می‌شود.
علاوه بر این، وجود مسیری که چرخ‌ها را هدایت می‌کند باعث می‌شود قطارهای بسیار طولانی توسط یک یا چند موتور کشیده شوند و توسط یک اپراتور به حرکت درآیند. حتی در اطراف منحنی‌ها، که امکان صرفه جویی در مقیاس را هم در نیروی انسانی و هم در استفاده از انرژی فراهم می‌کند. در مقابل، در حمل و نقل جاده ای، بیش از دو مفصل باعث اثر دم ماهی شده (fishtailing effect) و وسیله نقلیه را ناامن می‌کند.

### نوسازی
راه‌آهن محور شکل‌گیری مدرنیته و ایده‌های پیشرفت است.روند مدرنیزاسیون در قرن نوزدهم شامل گذار از دنیای فضایی به جهانی زمان محور بود. آگاهی از زمان ضروری بود و همه باید می‌دانستند که چه ساعتی است، در نتیجه برج‌های ساعت برای ایستگاه‌های راه‌آهن، ساعت در مکان‌های عمومی، ساعت‌های جیبی برای کارگران راه‌آهن و برای مسافران ساخته شد. جدول‌های زمانی چاپ شده برای مسافران راحت‌تر بود، اما جدول‌های زمانی دقیق‌تر، به نام سفارش‌های قطار، حتی برای خدمه قطار، کارگران تعمیر و نگهداری، پرسنل ایستگاه و برای خدمه تعمیر و نگهداری ضروری‌تر شد. اگر آب و هوای بد سیستم را مختل می‌کرد، تلگراف‌ها اصلاحات و به روز رسانی‌های فوری را در سراسر سیستم ارسال می‌کردند. همان‌طور که راه‌آهن‌ها به‌عنوان سازمان‌های تجاری استانداردها و مدل‌هایی را برای کسب‌وکارهای بزرگ مدرن ایجاد کردند، جدول زمانی راه‌آهن نیز با کاربردهای بی‌شمار مانند برنامه اتوبوس‌ها، کشتی‌ها و هواپیماها، برنامه‌های رادیویی و تلویزیونی، برنامه‌های مدارس و کارخانه‌ها وفق داده شد.

### ملت سازی
محققان راه‌آهن را به تلاش‌های موفق ملت‌سازی توسط دولت‌ها مرتبط می‌دانند.

در تاریخ ۱۰ مه ۱۸۶۹ در مکانی در منطقه پرومونتوری، یوتا، دو خط آهن راه‌آهن مرکزی پسیفیک و راه‌آهن اتحادیه پسیفیک به هم متصل شدند.

در سال ۱۸۵۰، پس از سه دهه آشفتگی سیاسی، پرتغال شروع به سرمایه‌گذاری در کارهای عمومی عمده، به ویژه در ساخت شبکه راه‌آهن ملی کرد. این استراتژی از پیشنهادهای تکنوکرات‌های سن سیمونی پیروی می‌کرد که مهندسان پرتغالی از دهه ۱۸۲۰ با آنها همراه بودند. علاوه بر این، این امر در پاسخ به غفلت طولانی مدت سیستم حمل و نقل پرتغال، که مانع از ارتباطات و تجارت بین مناطق مختلف پادشاهی و با اسپانیا همسایه شده بود، رخ داد. هدف اصلی این سرمایه‌گذاری مدرن کردن سیستم حمل و نقل ملی، جذب بخش بزرگی از ترافیک بین اروپا، آفریقا و آمریکا به بندرهای پرتغالی و به‌طور کلی قرار دادن کشور در مسیر پیشرفت بود. در پایان قرن نوزدهم، کل مسافت پیموده شده شبکه ریلی پرتغال از ۲۳۰۰ کیلومتر فراتر رفت.

## واژگان ترابری ریلی
واژگان (اصطلاحات) استاندارد شده فارسی در این شاخه (مصوبه فرهنگستان زبان و ادب فارسی) به این قرار است:
- پناه‌راه: دالان یا فضای سرپوشیده در مجاورت کوه برای جلوگیری از ریزش بهمن در بستر راه‌آهن.
- جاده آهن
- آمادگاه
- ایستگاه چندگانه
- ایمن‌گاه
- بارکف
- بارگُنج
- برش‌راه
- برقی کردن راه‌آهن
- بلیط تمام مسیر
- بلیط ویژه
- پارسنگ
- تالار گذر
- ترابر
- تراورس
- توشه
- خط سرعت‌افزایی
- خط گذر
- خطرو
- خودکشند
- دالانه
- دیرانه
- ذخیره جا
- ریل‌بند
- ریل‌بست
- زمان اوج
- زمان تخلیه
- قطار تندرو (سریع‌السیر)
- سوزن ریل
- سیم بالاسر
- سینی دوار
- شاخک برقرسان
- شدآمد
- شیبک
- ضربه‌گیر
- عمر بازدید
- فاصله گذر
- فرست
- فرست کردن
- قطار
- قطار بارگُنجی
- قطار تماشا
- قطار توربینی
- قطار خیابانی
- قطار دوسر
- کالای گذری
- گذرانه
- مسافر گذری
- مسیر موقت
- هزارچرخ
- واگن
- واگن خدمت
- واگن پهلوگرد
- واگن توشه‌بر
- دگاژ
- موتور به جلو
- آتکورد
- مانور
- تلاقی

## نگارخانه

راه‌آهن (نقاشی) اثر ادوار مانه
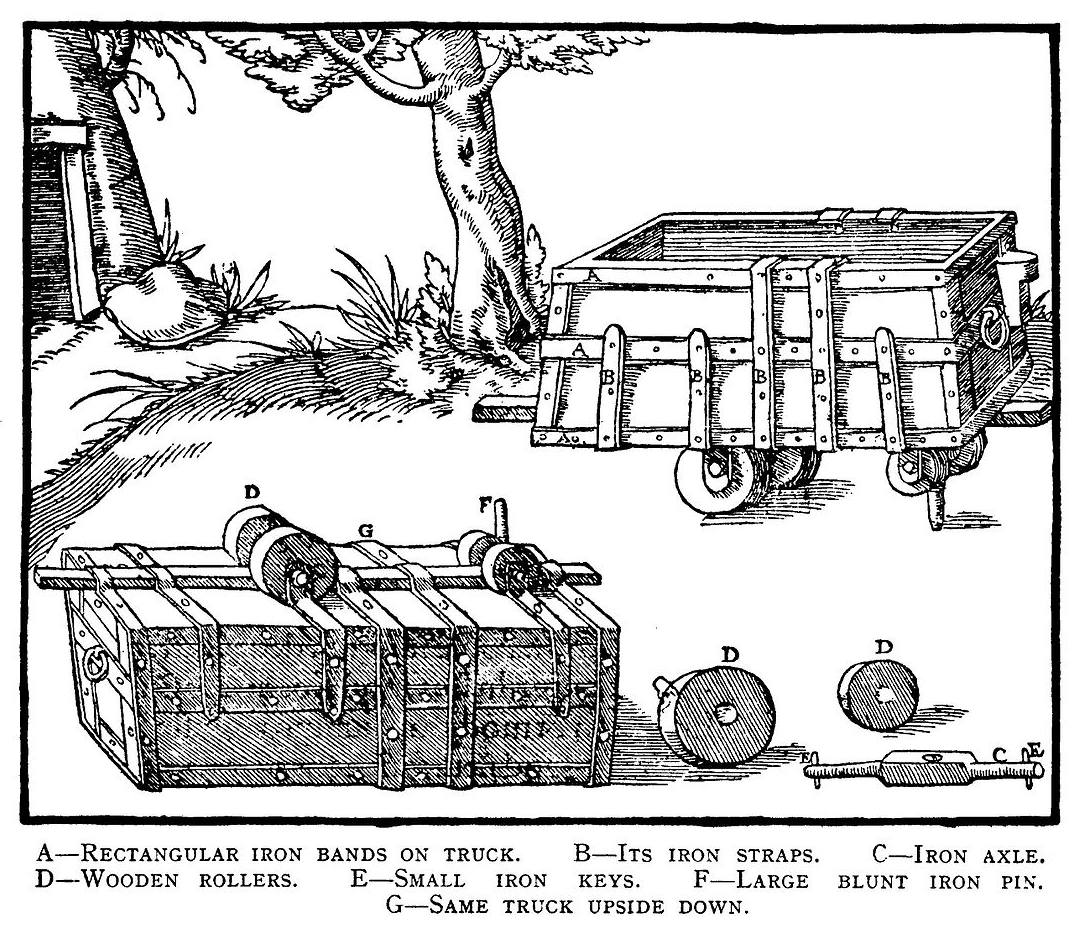
یک ماینکارت نشان داده شده در دی ری متالیکا (۱۵۵۶)
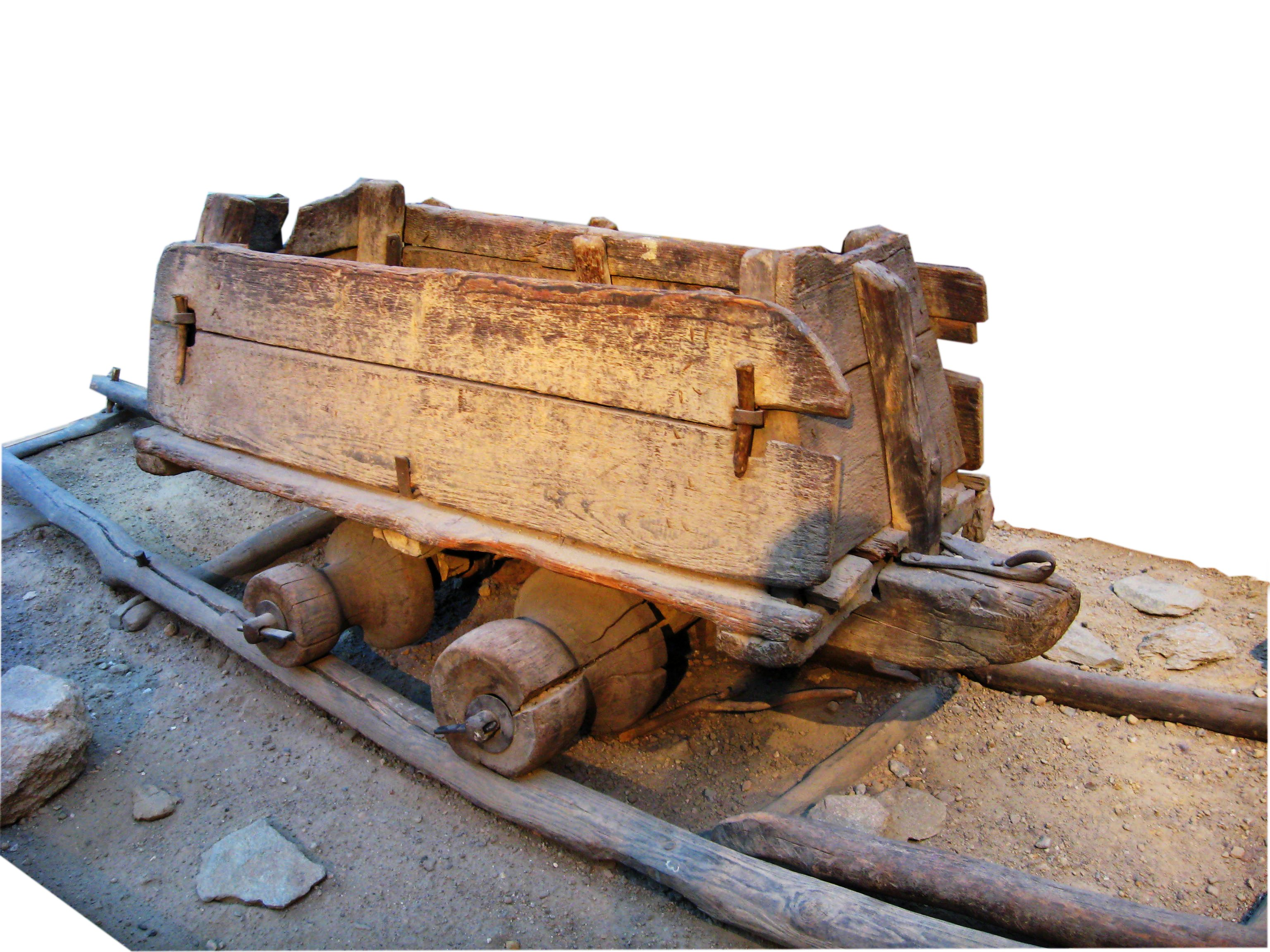
گاری معدن قرن شانزدهمی، نمونه اولیه حمل و نقل ریلی بدون نیاز به نیرو